# Olympische Winterspiele 1924
| Medaillenspiegel               | Medaillenspiegel   | Medaillenspiegel | Medaillenspiegel | Medaillenspiegel | Medaillenspiegel |
| Platz                          | Land               | G                | S                | B                | Ges.             |
| ------------------------------ | ------------------ | ---------------- | ---------------- | ---------------- | ---------------- |
| 1                              | Norwegen           | 4                | 7                | 6                | 17               |
| 2                              | Finnland           | 4                | 4                | 3                | 11               |
| 3                              | Österreich         | 2                | 1                | –                | 3                |
| 4                              | Schweiz            | 2                | –                | 1                | 3                |
| 5                              | Vereinigte Staaten | 1                | 2                | 1                | 4                |
| 6                              | Großbritannien     | 1                | 1                | 2                | 4                |
| 7                              | Schweden           | 1                | 1                | –                | 2                |
| 8                              | Kanada             | 1                | –                | –                | 1                |
| 9                              | Frankreich         | –                | –                | 3                | 3                |
| 10                             | Belgien            | –                | –                | 1                | 1                |
| Vollständiger Medaillenspiegel |                    |                  |                  |                  |                  |

Die Olympischen Winterspiele 1924 (auch I. Olympische Winterspiele genannt) fanden vom 25. Januar bis 5. Februar 1924 in Chamonix (Frankreich) statt. Die Wettbewerbe von Chamonix waren ursprünglich als Internationale Wintersportwoche im Rahmen der Olympischen Spiele 1924 von Paris deklariert. Nachträglich, auf seiner 26. Sitzung am 6. Mai 1926, beschloss das IOC, den Wettkämpfen von Chamonix rückwirkend den Status der I. Olympischen Winterspiele zuzuerkennen.
Deutschland, das als Verursacher des Ersten Weltkriegs und insbesondere als ehemaliger Aggressor gegen Frankreich angesehen wurde, hatte auch gut fünf Jahre nach Kriegsende keine Einladung zu den Spielen der VIII. Olympiade nach Paris erhalten und durfte somit auch keine Wintersportler nach Chamonix entsenden. Vertreter Österreichs und Ungarns waren dagegen ungeachtet der Rolle der Doppelmonarchie Österreich-Ungarn im Ersten Weltkrieg eingeladen und nahmen teil.
Bei den Olympischen Winterspielen 1924 fanden Wettbewerbe in sieben Sportarten statt. Zusätzlich wurde ein Ehrenpreis vergeben. Frauen traten ausschließlich im Eiskunstlauf an.

## Organisation
Die Olympischen Spiele 1924 waren nach Paris vergeben worden, sodass das französische Nationale Olympische Komitee die Auswahl des Wintersportortes vornehmen musste. Es hatten sich Gérardmer (Vogesen), Luchon-Superbagnères (Pyrenäen) und Chamonix (Alpen) beworben. Die Wahl fiel auf Chamonix, das nicht nur das alpine und das nordische Programm bieten konnte, sondern vor allem auch einen neu angelegten Bahnhof hatte und damit die Spiele über Touristen leichter popularisieren und refinanzieren konnte. Damit wurde eine wichtige olympische Tradition begründet. 
Das Organisationskomitee, bestehend aus neun Mitgliedern samt dem Präsidenten Graf Justinien de Clary, gründete sich am 9. Mai 1922 in Paris. Es war das gleiche Organisationskomitee, das auch die Olympischen Sommerspiele 1924 in Paris zu organisieren hatte. Der Verantwortliche für den Wintersport war Adrien Maucourt.

## Teilnehmer
13 Athletinnen und 281 Athleten aus 16 Ländern hatten gemeldet. Auch ein Athlet aus Estland, der Deutschbalte Christfried Burmeister, hatte gemeldet, nahm aber aus organisatorischen Gründen dann doch nicht teil. Bei der Eröffnungszeremonie wurde seine Flagge trotzdem ins Stadion getragen.

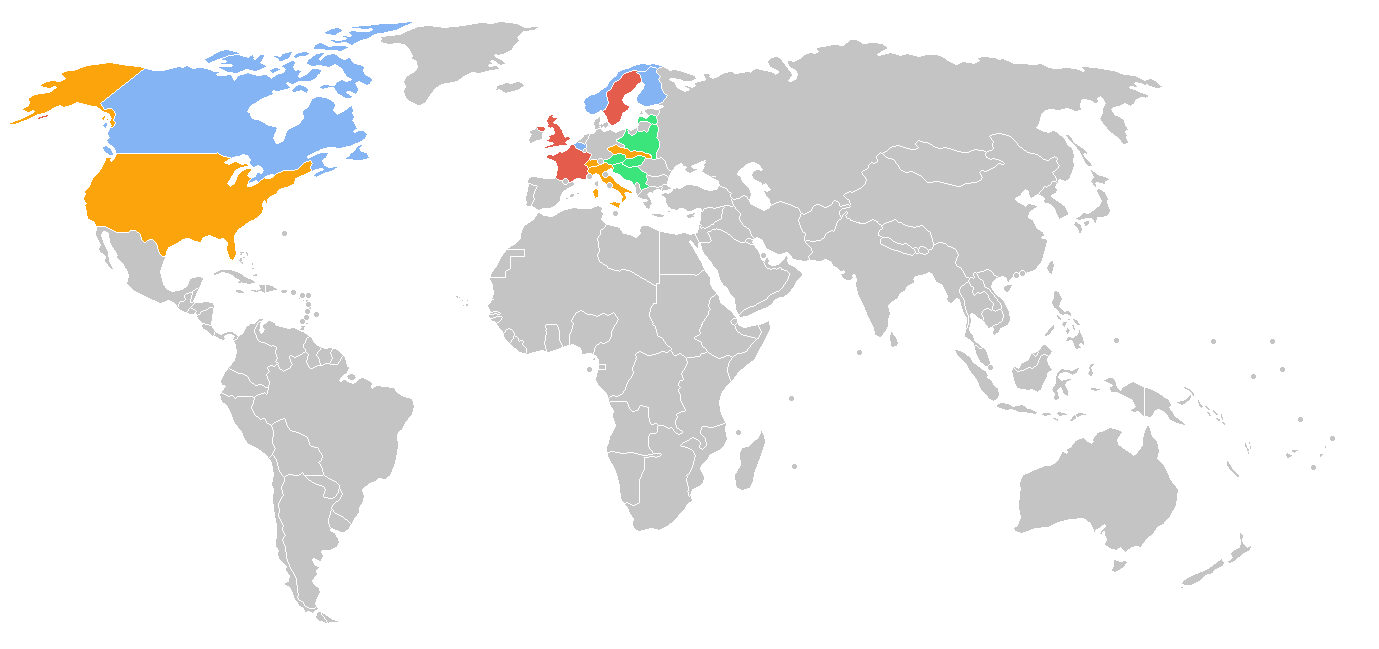
Teilnehmende Nationen
grau: keine Teilnahme
grün: 1–10 Athleten
blau: 11–20 Athleten
gelb: 21–30 Athleten
rot: mehr als 30 Athleten

| Europa (258 Athleten aus 15 Ländern)                                                         | Europa (258 Athleten aus 15 Ländern)                                                       | Europa (258 Athleten aus 15 Ländern)                                                      |
| -------------------------------------------------------------------------------------------- | ------------------------------------------------------------------------------------------ | ----------------------------------------------------------------------------------------- |
| - Belgien * (18) - Estland (1) - Finnland * (17) - Frankreich * (43) - Großbritannien * (34) | - Italien * (23) - Jugoslawien * (4) - Lettland * (2) - Norwegen * (14) - Österreich * (4) | - Polen * (7) - Schweden * (31) - Schweiz * (30) - Tschechoslowakei * (27) - Ungarn * (4) |
| Amerika (36 Athleten aus 2 Ländern)                                                          |                                                                                            |                                                                                           |
| - Kanada * (12)                                                                              | - Vereinigte Staaten * (24)                                                                |                                                                                           |
| (Anzahl der Athleten) * erstmalige Teilnahme an Winterspielen                                |                                                                                            |                                                                                           |

## Wettkampfprogramm
Die internationale Wintersportwoche erstreckte sich über 13 Tage vom 24. Januar bis zum 5. Februar. Hierbei wurden 16 Entscheidungen (14 für Männer, 1 für Frauen und 1 Mixed-Wettbewerb) in 7 Sportarten/9 Disziplinen ausgetragen und zusätzlich ein Ehrenpreis für Alpinismus vergeben. Der Status der Wettbewerbe Curling und Militärpatrouille (Frühform des Biathlon) als offizielle Sportart oder Demonstrationssportart ist umstritten. Im IOC-Bericht von 1924 werden jedoch alle 16 Wettbewerbe in gleicher Weise behandelt und die Medaillengewinner im Curling und in der Militärpatrouille werden in der IOC-Datenbank gelistet.
- Biathlon wurde mit dem Vorgänger Militärpatrouille Teil des olympischen Programms.
- Bob war mit dem Viererbob der Männer vertreten.
- Die Mannschaftssportart Curling gehörte auch zum Programm in Chamonix.
- Eishockey war bereits bei den Sommerspielen 1920 olympisch und war auch im Programm der ersten Olympischen Winterspiele.
- Der Eiskunstlauf war bereits bei den Sommerspielen 1908 und 1920 olympisch und war mit dem Einzel der Damen und Herren sowie dem Paarlauf auch im Programm von Chamonix dabei.
- Eisschnelllauf war mit den 500 m, 1000 m, 5000 m, 10.000 m und einem Mehrkampf für Männer olympisch.
- Der Skisport war mit 18-km- und 50-km-Skilanglauf, Skispringen von der Normalschanze sowie der Nordischen Kombination aus Springen von der Normalschanze und dem 18-km-Langlauf im olympischen Programm.

### Olympische Sportarten/Disziplinen
- Biathlon
  -  Militärpatrouille Gesamt (1) = Männer (1)
- Bob Gesamt (1) = Männer (1)
- Curling Gesamt (1) = Männer (1)
- Eishockey Gesamt (1) = Männer (1)
- Eislauf
  -  Eiskunstlauf Gesamt (3) = Männer (1)/Frauen (1)/Mixed (1)
  -  Eisschnelllauf Gesamt (5) = Männer (5)
- Ski Nordisch
  -  Nordische Kombination Gesamt (1) = Männer (1)
  -  Skilanglauf Gesamt (2) = Männer (2)
  -  Skispringen Gesamt (1) = Männer (1)

Anzahl der Wettkämpfe in Klammern

### Zeitplan
| Zeitplan          | Zeitplan              | Zeitplan | Zeitplan | Zeitplan | Zeitplan | Zeitplan | Zeitplan | Zeitplan | Zeitplan | Zeitplan | Zeitplan | Zeitplan | Zeitplan | Zeitplan | Zeitplan           |
| Disziplin         | Disziplin             | Do. 24.  | Fr. 25.  | Sa. 26.  | So. 27.  | Mo. 28.  | Di. 29.  | Mi. 30.  | Do. 31.  | Fr. 01.  | Sa. 02.  | So. 03.  | Mo. 04.  | Di. 05.  | Ent- schei- dungen |
| Disziplin         | Disziplin             | Januar   | Januar   | Januar   | Januar   | Januar   | Januar   | Januar   | Januar   | Februar  | Februar  | Februar  | Februar  | Februar  | Ent- schei- dungen |
| ----------------- | --------------------- | -------- | -------- | -------- | -------- | -------- | -------- | -------- | -------- | -------- | -------- | -------- | -------- | -------- | ------------------ |
| Eröffnungsfeier   |                       |          |          |          |          |          |          |          |          |          |          |          |          |          |                    |
| Bob               | Bob                   |          |          |          |          |          |          |          |          |          |          | 1        |          |          | 1                  |
| Curling           | Curling               |          |          |          |          |          |          | 1        |          |          |          |          |          |          | 1                  |
| Eishockey         | Eishockey             |          |          |          |          |          |          |          |          |          |          | 1        |          |          | 1                  |
| Eislauf           | Eiskunstlauf          |          |          |          |          |          | 1        | 1        | 1        |          |          |          |          |          | 3                  |
| Eislauf           | Eisschnelllauf        |          |          | 2        | 3        |          |          |          |          |          |          |          |          |          | 5                  |
| Militärpatrouille | Militärpatrouille     |          |          |          |          |          | 1        |          |          |          |          |          |          |          | 1                  |
| Ski Nordisch      | Nordische Kombination |          |          |          |          |          |          |          |          |          |          |          | 1        |          | 1                  |
| Ski Nordisch      | Skilanglauf           |          |          |          |          |          |          | 1        |          |          | 1        |          |          |          | 2                  |
| Ski Nordisch      | Spezialsprunglauf     |          |          |          |          |          |          |          |          |          |          |          | 1        |          | 1                  |
| Schlussfeier      |                       |          |          |          |          |          |          |          |          |          |          |          |          |          |                    |
| Entscheidungen    | Entscheidungen        |          |          | 2        | 3        |          | 2        | 3        | 1        |          | 1        | 2        | 2        |          | 16                 |
|                   |                       | Do. 24.  | Fr. 25.  | Sa. 26.  | So. 27.  | Mo. 28.  | Di. 29.  | Mi. 30.  | Do. 31.  | Fr. 01.  | Sa. 02.  | So. 03.  | Mo. 04.  | Di. 05.  |                    |
| Januar            | Januar                | Januar   | Januar   | Januar   | Januar   | Januar   | Januar   | Februar  | Februar  | Februar  | Februar  | Februar  |          |          |                    |

Farblegende

## Zeremonien

### Eröffnungsfeier

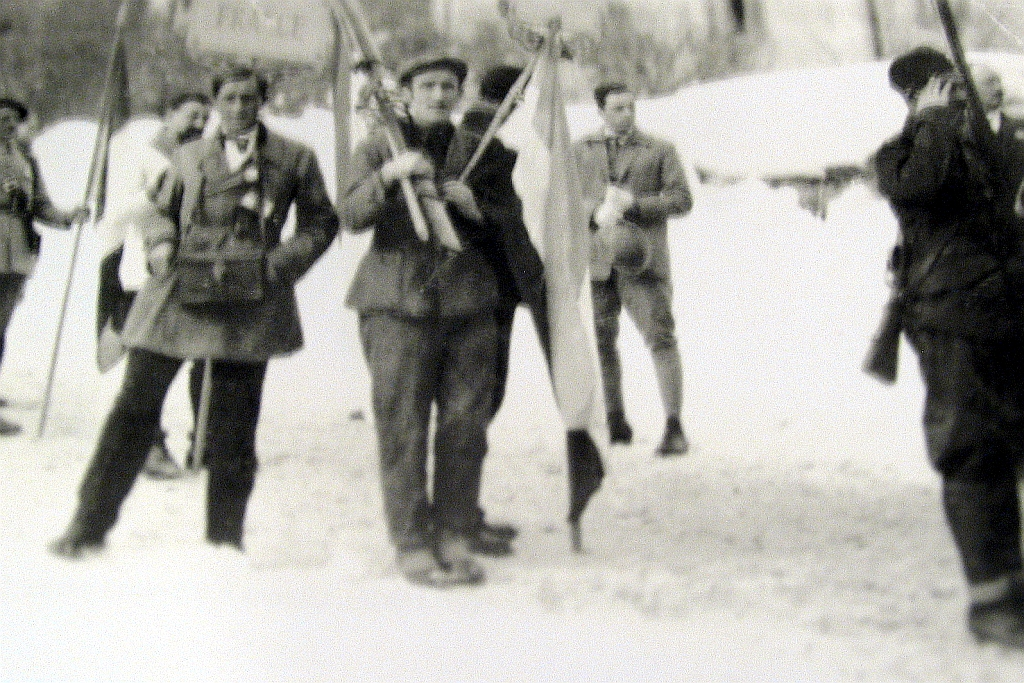
Dušan Zinaja bei der Eröffnungsfeier

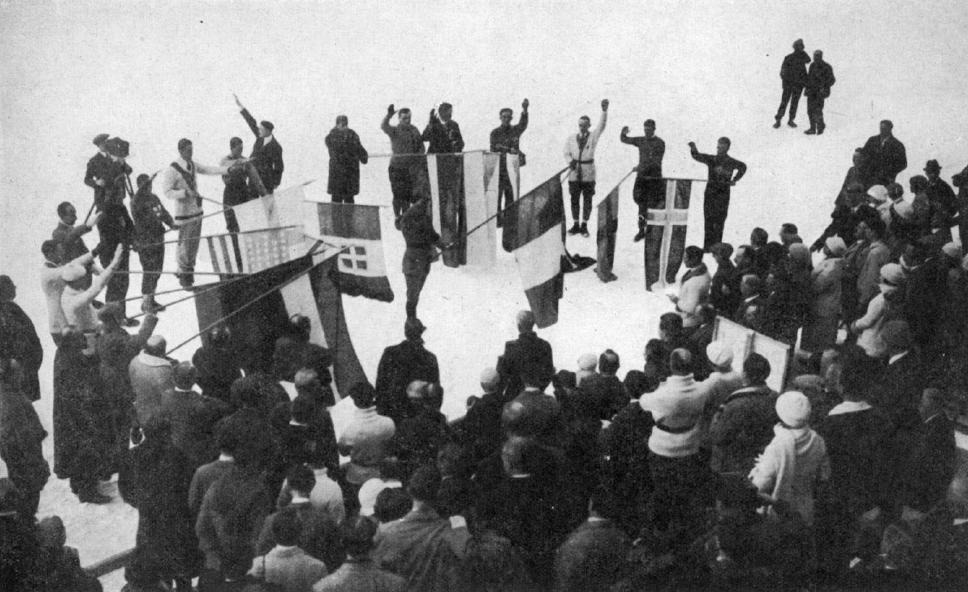
Olympischer Eid, gesprochen von Camille Mandrillon (Mitte)

Die Eröffnungsfeier fand am 24. Januar 1924 um 14:30 Uhr im Stade Olympique vor 287 Zuschauern statt. Offiziell eröffnet wurden die Spiele durch Gaston Vidal. Der Athleteneid wurde von dem französischen Militärpatrouillenläufer Camille Mandrillon gesprochen.

### Schlussfeier
Die Abschlussfeier fand am 5. Februar 1924 statt. Hierbei wurden vom Generalsekretär des NOK Frankreichs Erinnerungsmedaillen überreicht. Diese waren in einer Auflage von 2000 Stück nach einem Entwurf von Raoul Bénard gefertigt worden. Weiters gab es eine Ansprache des IOC-Präsidenten Pierre de Coubertin.

## Wettkampfstätten
Alle Wettbewerbe wurden in Chamonix ausgetragen.
- Stade Olympique de Chamonix – Eröffnungsfeier, Schlussfeier, Curling, Eishockey, Eiskunstlauf, Eisschnelllauf, Langlauf, Militärpatrouille, Nordische Kombination
- Tremplin du Mont – Skispringen, Nordische Kombination
- Piste de bobsleigh des Pélerins – Bob

## Wettbewerbe

### Bobsport
Der Wettbewerb im Bobsport fand am 2. und 3. Februar auf der Naturbahn Piste de bobsleigh des Pélerins statt. Diese Bahn hatte eine Länge von 1464,97 Metern und bestand aus 19 Kurven. Der Höhenunterschied zwischen Start und Ziel betrug 156,29 Meter. Am 2. Februar waren 1540 Zuschauer und am 3. Februar 1854 Zuschauer anwesend. Gefahren wurden vier Durchgänge, deren Zeiten zu einer Gesamtzeit addiert wurden. Es durften sowohl Vierer- als auch Fünferbobs teilnehmen.
Es traten neun Teams aus fünf Ländern an. Im ersten Lauf stürzten drei Bobs und gaben auf. Der von Eduard Scherrer (Schweiz II) gesteuerte Viererbob, den er Acrobate nannte, hatte extrem breite Kufen, wodurch er bei dem Wetter Vorteile hatte. Er erreichte Geschwindigkeiten bis zu 70,2 Kilometer pro Stunde und gewann den Wettbewerb vor dem von Ralph Broome (Großbritannien II) gesteuerten Viererbob. Der bestplatzierte Fünferbob Belgien I gewann von Charles Mulder gesteuert die Bronzemedaille.

### Curling
Obwohl es keinen offiziellen Beschluss darüber gab, wurde das Curlingturnier aus den Winterspielen 1924 später in fast allen Statistiken als Demonstrationssportart geführt. Erst im Februar 2006 erklärte das IOC Curling zu einem offiziellen Wettbewerb bei den Olympischen Winterspielen und verlieh rückwirkend die Medaillen. Das Team aus Großbritannien war mit den Sportlern T. S. Robertson-Aikman, Delaval Astley, William Brown, William K. Jackson, John McLeod, Thomas Murray, Laurence Jackson und Robin Welsh besetzt. An dem Wettkampf hatten sich noch Mannschaften aus Frankreich und Schweden beteiligt. Eine Glasgower Zeitung hatte während der XX. Olympischen Winterspiele 2006 von Turin entsprechende Beweise vorgelegt, dass Curling damals keine Demonstrationssportart war. Somit wurde das britische Team 82 Jahre später postum offiziell zum Olympiasieger erklärt.

### Eishockey
Das Turnier, das zugleich als zweite IIHF-Eishockey-Weltmeisterschaft galt, fand vom 28. Januar bis zum 3. Februar statt. Es nahmen acht Mannschaften teil, die die Vorrunde in zwei Gruppen à vier Mannschaften bestritten. Die beiden Gruppenersten zogen in die Finalrunde ein. Die Ergebnisse des direkten Vergleichs wurden in die Finalgruppe mitgenommen. Kanada holte überlegen die Goldmedaille vor den USA und Großbritannien. Die Kanadier und US-Amerikaner dominierten das Turnier. Sie erzielten 110 bzw. 73 Tore bei nur 3 bzw. 6 Gegentreffern. Die europäischen Teams waren chancenlos.

### Eiskunstlauf

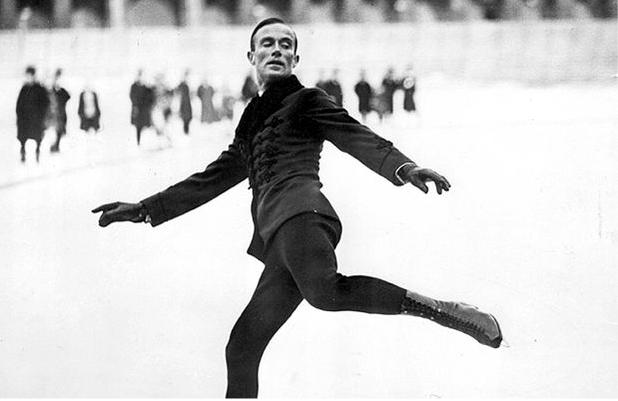
Gillis Grafström beim Eiskunstlauf 1924

Die Wettbewerbe im Eiskunstlauf fanden vom 28. bis zum 31. Januar statt. Sie wurden gleichzeitig mit den Eishockeyspielen im Stade Olympique durchgeführt. Bei den Wettbewerben der Frauen und Männer wurden jeweils ein Pflicht- und ein Kürdurchgang durchgeführt. Der Paarlaufwettbewerb bestand nur aus einer fünfminütigen Kür. Die österreichischen Teilnehmer gewannen zwei Gold- und eine Silbermedaille. Gillis Grafström aus Schweden siegte im Wettkampf der Männer.

### Eisschnelllauf
Die Wettbewerbe im Eisschnelllauf fanden am 26. und 27. Januar im Stade Olympique auf einer 400-Meter-Natureisbahn vor 4600 Zuschauern statt. Die Medaillen wurden in fünf Wettbewerben vergeben.

### Militärpatrouille
Die Militärpatrouille war 1924 Bestandteil der Skiwettkämpfe und wurde ebenfalls nie offiziell als Demonstrationswettbewerb geführt. Trotzdem wird sie noch heute in fast allen Statistiken als solche bezeichnet. Erst 1928 erscheint sie im Offiziellen Olympiareport von St. Moritz neben Skijöring als Demonstrationswettbewerb.

### Ski Nordisch
Anders Haugen (USA) wurde im Skispringen Vierter hinter Thorleif Haug. 1974 stellte man einen Rechenfehler der Jury fest und Anne-Marie Magnusson, die Tochter von Thorleif Haug, überreichte dem nun 86-Jährigen, mit 50 Jahren Verspätung, am 12. September 1974 im Holmenkollen-Haus in Oslo die Bronzemedaille. Der Norweger Haug gewann sowohl beide Konkurrenzen im Langlauf (18 und 50 Kilometer) als auch jenen in der Nordischen Kombination.

### Ehrenpreis Alpinismus
Bereits bei seinem Gründungskongress 1894 hatte das IOC beschlossen, auch einen Preis für Alpinismus (Prix olympique d’alpinisme) zu vergeben. Diesen bekamen erstmals 1924 die Teilnehmer der britischen Mount-Everest-Expedition 1922 unter der Leitung von Brigadier Charles G. Bruce verliehen.

## Herausragende Sportler
- Clas Thunberg (Finnland) wurde mit dreimal Gold, einmal Silber und einmal Bronze im Eisschnelllaufen erfolgreichster Sportler der Spiele.
- Thorleif Haug (Norwegen) wurde mit dreimal Gold und einmal Bronze bei Wettbewerben im Ski Nordisch ,Skikönig’ und zweitbester Sportler der Spiele. Die Bronzemedaille wurde ihm 50 Jahre später aberkannt, da 1974 bei einem Treffen der noch lebenden Olympiateilnehmer festgestellt wurde, dass die Jury damals einem Rechenfehler aufgesessen war.
- Roald Larsen (Norwegen) gewann mit zweimal Silber und dreimal Bronze ebenfalls fünf Medaillen im Eisschnelllaufen.
- Der US-Amerikaner Charles Jewtraw gewann am 26. Januar 1924 den 500-m-Eisschnelllauf und wurde erster Olympiasieger bei Winterspielen.
- Sonja Henie (Norwegen) war mit 11 Jahren und 196 Tagen die jüngste Teilnehmerin der Winterspiele. Sie belegte beim Eiskunstlauf den achten Platz und gewann bei den drei folgenden Winterspielen jeweils die Goldmedaille. Durch ihr unbekümmertes Auftreten und aufgrund ihres Alters wurde sie zum Publikumsliebling.
- Carl August Kronlund (Schweden) war mit 58 Jahren und 155 Tagen der älteste Teilnehmer der Spiele. Er gewann mit seiner Mannschaft die Silbermedaille im Curling.

## Berichterstattung
Für die Berichterstattung von den I. Olympischen Winterspielem waren 88 Journalisten aus 14 Ländern akkreditiert. In der Presse ist die Verwendung der inoffiziellen Bezeichnung als Olympische Winterspiele mindestens seit 29. Januar 1924 nachweisbar.